# Тец, Иван Андреевич
Иван Андреевич Тец (неизвестно — 1889) — русский архитектор, выпускник Императорской академии художеств. Войсковой архитектор в Уральском казачьем войске, автор проектов зданий в Уральске, входящих ныне в список памятников истории и архитектуры Казахстана.
Родился в семье обрусевших немцев, выпускник Императорской академии художеств. В 1868 году был приглашён на должность войскового архитектора в Уральском казачьем войске в связи с уходом в отставку прежнего архитектора В. М. Кондрахина. 
В Уральске Тец увлёкся восточными мотивами в архитектуре, которые стали лейтмотивом его главных архитектурных проектов в Уральске — здании Русско-киргизской ремесленной школы, дачи наказного атамана в Войсковом саду (разрушена во время наводнения в 1942 г.). 
Знаток архитектуры Уральска Рустам Вафеев, несмотря на отсутствие архивных документов, на основе схожести архитектурного стиля и времени постройки, называет Теца автором проектов дома купцов Ванюшиных и собственного дома архитектора Теца (ныне здание музея «Рухани жаңғыру»). Последним незавершённым проектом Теца в Уральске стал проект Храма Христа Спасителя, строительство которого предполагалось завершить к 300-летнему юбилею служения Уральского казачьего войска  Российскому государству в 1891 г. Архитектор подготовил черновой проект храма с двумя приделами — во имя Покрова Богородицы и святого великомученика Георгия Победоносца. По его замыслу храм должен был походить на московский Храм Христа Спасителя. По этому плану в 1889 году началась закладка фундамента, но в 1900 г. от первоначального проекта было решено отказаться.

Здание Русско-киргизской ремесленной школы в Уральске
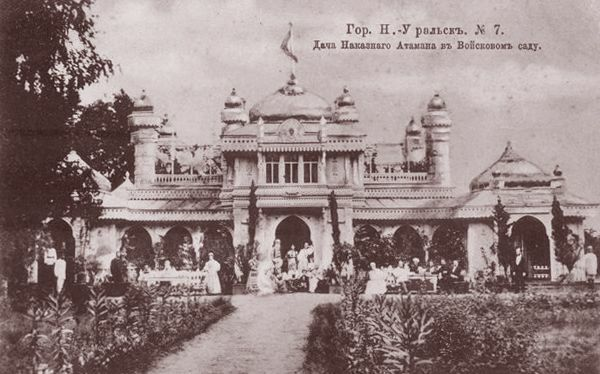
Летняя дача атаманов в Войсковом саду
Дом купцов Ванюшиных в Уральске
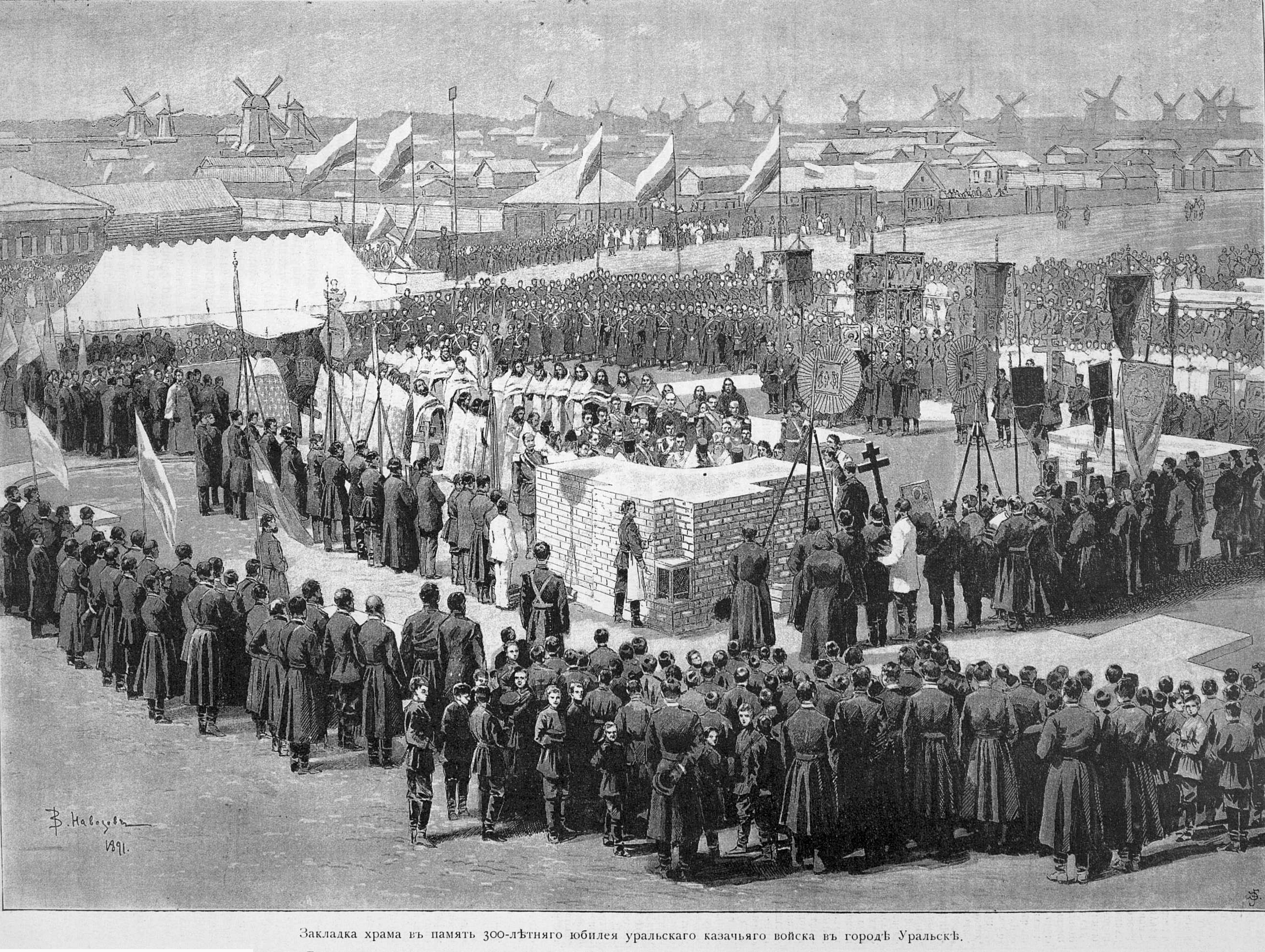
Закладка храма Христа Спасителя в Уральске в 1891 году